# Koromandel-kakukk
A Koromandel-kakukk (Clamator coromandus) a madarak osztályának kakukkalakúak (Cuculiformes) rendjébe, ezen belül a kakukkfélék (Cuculidae) családjába tartozó faj.

## Rendszerezése
A fajt Carl von Linné svéd természettudós írta le 1766-ben, a Cuculus nembe Cuculus coromandus néven. Magyar nevét az indiai Koromandel-partról kapta, ahol első példányát gyűjtötték.

## Előfordulása
Banglades, Bhután, Brunei, a Fülöp-szigetek, Kambodzsa, Kína, India, Indonézia, Laosz, Malajzia, Mianmar, Nepál, Thaiföld és Vietnám területén honos. Kóborlásai során eljut Japánba és Palaura is. 
Természetes élőhelyei a szubtrópusi vagy trópusi mangroveerdők, szavannák és cserjések, valamint legelők, másodlagos erdők és vidéki kertek. Vonuló faj.

## Megjelenése
Testhossza 46 centiméter.
|  |

## Természetvédelmi helyzete
Az elterjedési területe rendkívül nagy, egyedszáma pedig stabil. A Természetvédelmi Világszövetség Vörös listáján nem fenyegetett fajként szerepel.